# Behexen
A Behexen finn black metal együttes.

## Története
1994-ben alakultak, Lords of the Left Hand néven. Tagjai Hämeenlinna-ból illetve Tampere-ből származnak. 1996-ban Behexenre változtatták nevüket. A "behexen" német szó, jelentése: "elvarázsolni". Az együttesre jellemző a sátánista jelképek felhasználása, illetve Hoath Torog, az énekes, magát sátánistaként azonosítja. Eddig öt nagylemezt jelentettek meg. 2020-ban bejelentették, hogy új albumon dolgoznak, amely valószínűleg 2021-ben fog megjelenni.

## Tagok
- Horns - dob (1996-)
- Hoath Torog - ének (1996-)
- Wraath - gitár (2009-)

## Korábbi tagok
- Reaper - gitár, basszusgitár (1996-1998, 2004-2009)
- Lunatic - basszusgitár (1998-2004)
- Gargantum - gitár (1998-2009)
- Veilroth - gitár (1999-2004)
- Shatraug - gitár (2009-2015)

## Diszkográfia
- Rituale Satanum (2000)
- By the Blessing of Satan (2004)
- My Soul for His Glory (2008)
- Nightside Emanations (2012)
- The Poisonous Path (2016)

## Egyéb kiadványok
- Eternal Realm (demó, 1997)
- Blessed Be the Darkness (demó, 1998)
- Support the War Against Christianity (demó, 1999)
- Horna / Behexen (split lemez, 2004)
- From the Devil's Chalice (EP, 2008)
- Behexen / Satanic Warmaster (split lemez, 2008)